# Ernst Wilhelm Paul

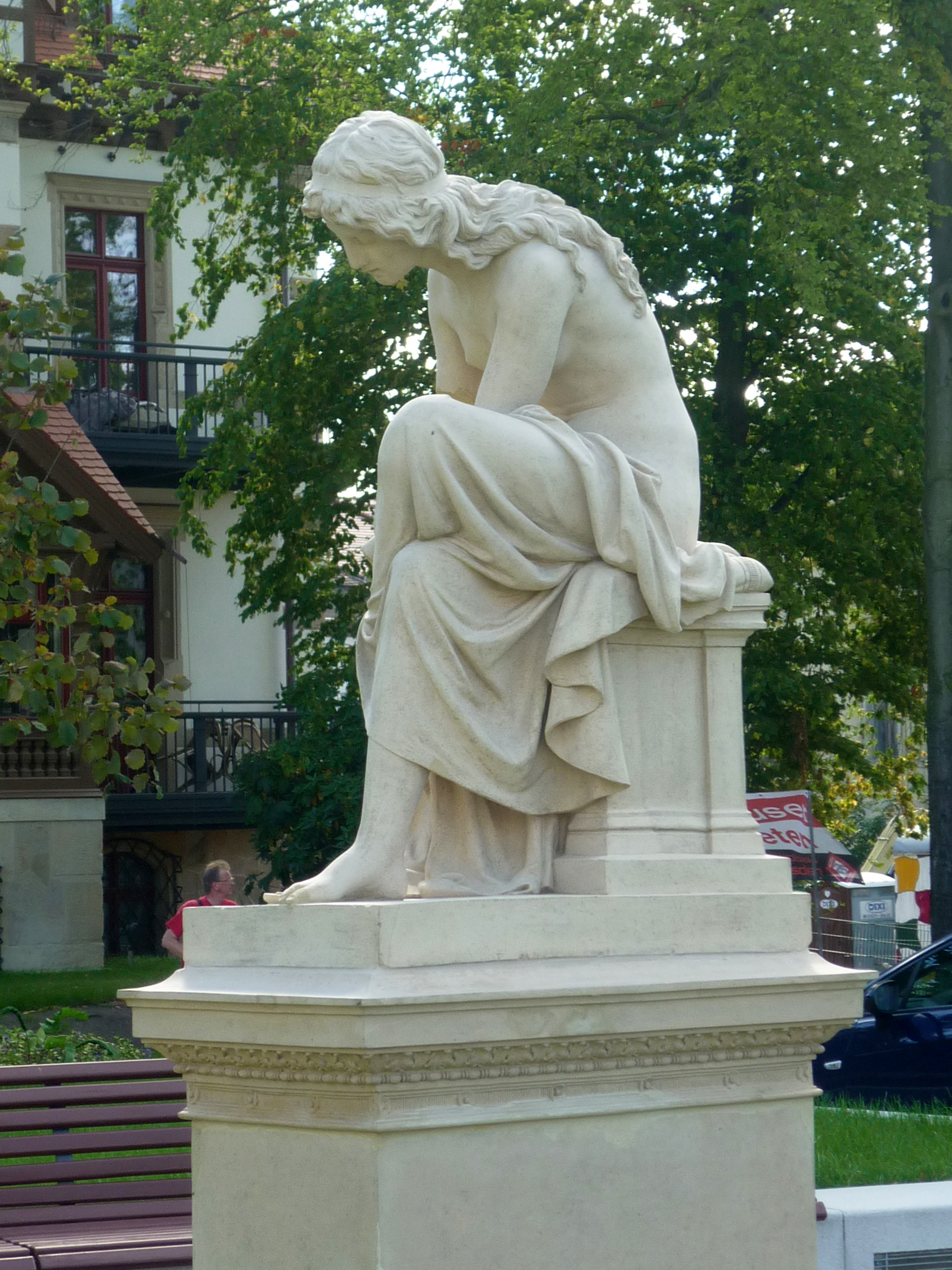
Sandalenbinderin

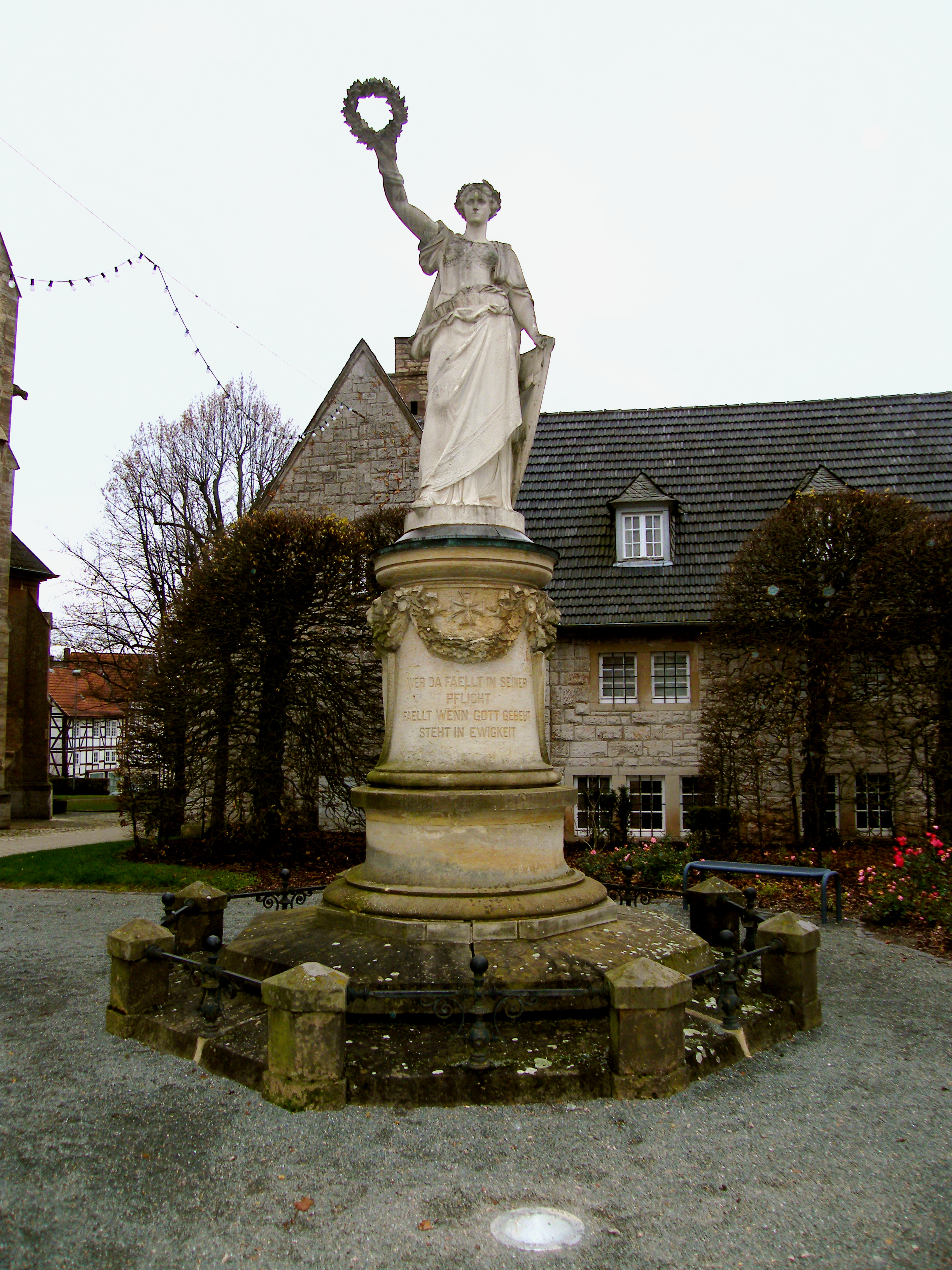
Waldeccia

Ernst Wilhelm Paul (* 17. August 1856 in Adorf bei Arolsen; † 8. Februar 1931 in Dresden) war ein deutscher Bildhauer.

## Leben
Seine Schul- und Lehrzeit verbrachte Ernst Paul in Arolsen. Danach bestand er die Aufnahmeprüfungen der Dresdner Kunstakademie und begann dort sein Studium im Jahr 1874. Schnell wurden seine künstlerischen Fähigkeiten erkannt und schließlich wurde er Meisterschüler bei Johannes Schilling. Er arbeitete auch an dessen Aufträgen mit, wie zum Beispiel am Niederwalddenkmal. Im Jahr 1883 beendete er sein Studium mit der silbernen Ehrenmedaille der Kunstakademie. Zwischenzeitlich studierte er auch kurze Zeit an der Berliner Kunstakademie, kehrte aber wieder nach Dresden zurück und wohnte zunächst am Terrassenufer 25, er arbeitete freischaffend im eigenen Atelier in der Blumenstraße 31.  Später wohnte er in der Dürerstraße 127. An den berühmten internationalen Kunstausstellungen in Dresden beteiligte er sich regelmäßig ab dem Jahr 1884. Seit dem Jahr 1901 gehörte er der Ausstellungskommission an.
Überwiegend schuf er anfänglich kirchliche und sakrale Kunst und fertigte zahlreiche Plastiken und Reliefs im Auftrag der Dresdner Kirchen sowie von Gemeinden aus der Umgebung an. Seine Reliefs und Skulpturen für die Kirchen in Dresden kann man heute noch bewundern. Später schuf er Skulpturen von bekannten Persönlichkeiten, Kleinplastiken und auch plastischen Fassadenschmuck. Seine Figuren aus Bronze wurden bei der Dresdner Gießerei Pirner und Franz gegossen. Im Jahr 1899 wurde er Ehrenmitglied der Dresdner Kunstgenossenschaft. Dabei überreichte aus diesem Anlass der Genossenschaft ein Bronzerelief mit dem Brustbild Johannes Schillings.
Nach kurzer Krankheit verstarb am 8. Februar 1931 in Dresden und wurde auf dem Trinitatisfriedhof beigesetzt.

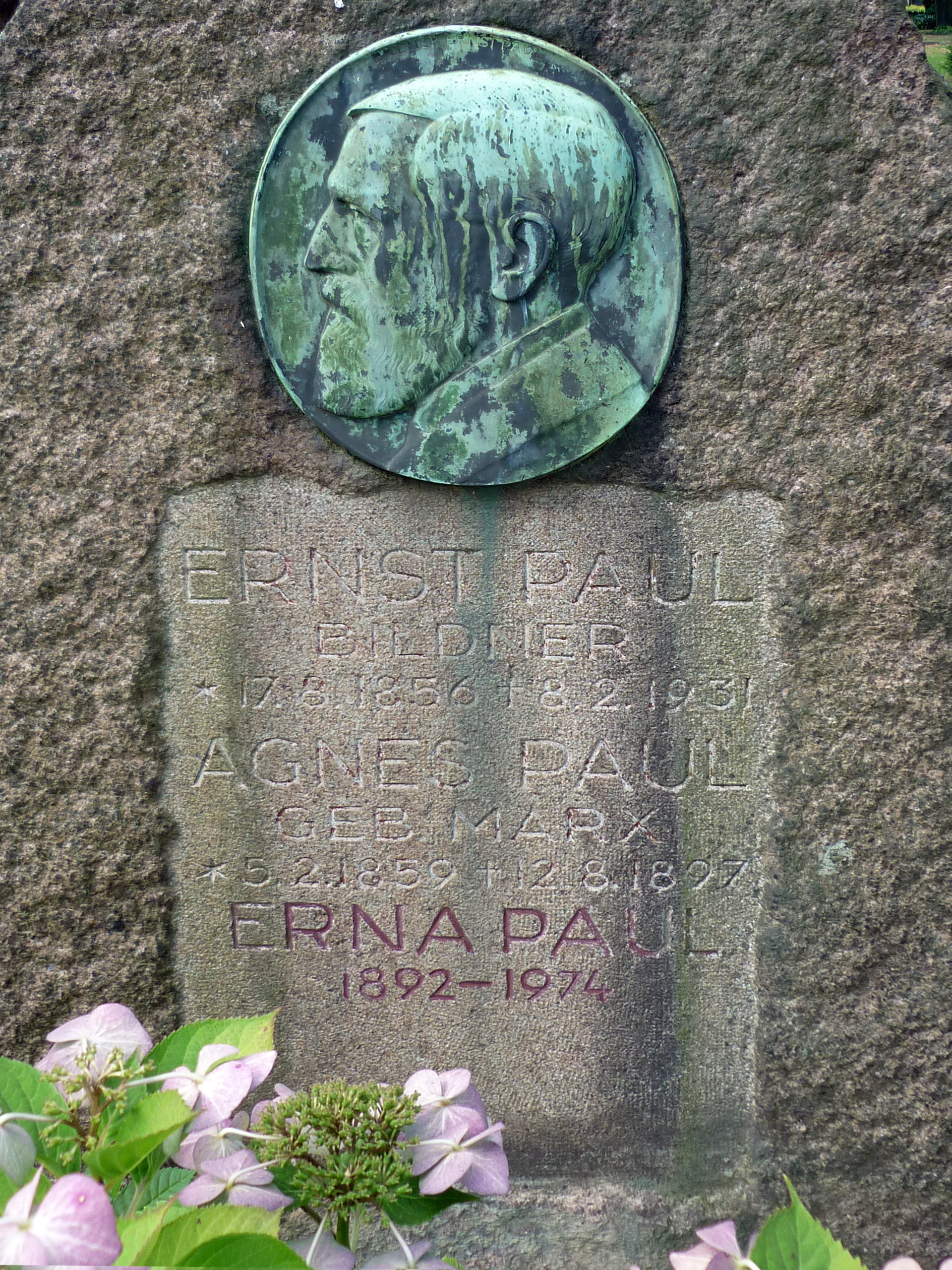
Grab

## Werke (Auswahl)
- Denkmal des Fabrikanten Zimmermann in Apolda.
- Lutherdenkmal Döbeln und Dippoldiswalde.
- Kindergruppen am Akademiegebäude in Dresden.
- Porträtrelief St. Paulikirche in Dresden,
- Figuren Bürgerrecht und Bürgerpflicht Rathaus Dresden-Löbtau.
- Siegesdenkmal in Forbach in Lothringen.
- 1888: Fritz Reuterdenkmal in Jena.
- Standbild der Waldeccia in Korbach.
- Lutherdenkmal in Adorf.
- Figurengruppe Studie nach der Antike am Akademiegebäude in Dresden.
- Denkmal Kaiser Wilhelm I.in Naumburg.
- 1888: Figur Jesaias Marienkirche in Zwickau.
- 1890: Sandsteinfigur Sandalenbinderin im Lahmann-Sanatoriums in Dresden-Weißer Hirsch neu aufgestellt 2016.
- 1890: Kaiserobelisk in Bad Kösen
- 1893: zwei Puttengruppen im Innenhof des Dresdner Kunstausstellungsgebäudes.[5]
- Um 1897 Bronzefigur Gute Beute, Privatbesitz.
- 1909: Emmausjünger Dreikönigskirche Dresden.